# Peregocetus
Peregocetus, del latín pereger (viajero) y cetus (ballena), es un género extinto de mamífero arqueoceto que vivió en Perú durante la época del Eoceno Medio. Sus restos fósiles fueron descubiertos en 2011 en la Formación Yumaque de la Cuenca de Pisco, en Playa Media Luna por un equipo de investigadores procedentes de Perú, Francia, Italia y los Países Bajos. Las partes del esqueleto recuperadas incluyen la mandíbula, las patas delanteras y posteriores, secciones de la columna vertebral y la cola. Olivier Lambert, un científico del Instituto Real Belga de Ciencias Naturales y que es el autor líder del estudio, señaló que Peregocetus "llena una brecha crucial [en el conocimiento]" sobre la evolución de las ballenas y su dispersión.
Peregocetus constituye el primer registro de un cetáceo cuadrúpedo en el océano Pacífico y en el hemisferio sur. Este descubrimiento revela que los protocétidos alcanzaron el Pacífico y consiguieron una distribución casi circunecuatorial aun cuando conservaban extremidades funcionales capaces de sostener su peso en tierra.

## Descripción
Peregocetus era esencialmente un cetáceo cuadrúpedo: sin embargo, tendría pies palmeados con pequeñas pezuñas en las puntas de sus dedos, lo que lo hacía más apto para moverse en tierra que los pinípedos actuales, además de poseer una cola que le ayudaba en el nado. Poseía dientes afilados y un hocico alargado los cuales sugieren que se alimentaba de peces y de crustáceos. Se cree que estos vivieron en la región asiática de India y Pakistán.
Existen diversas hipótesis acerca de la migración de los protocétidos al "Nuevo Mundo"; pero por los diferentes hallazgos realizados en diferentes partes del mundo como el este de África, esto realza la hipótesis de una migración donde los Peregocetus cruzaron el Sur Atlántico. Se puede decir que las características físicas de Peregocetus jugaron un rol muy importante en el evento de migración.
Los protocétidos son por muchos los primeros cetáceos en dispersarse tan lejos como el océano Pacífico, colonizando la mayoría de los mares epicontinentales de bajas latitudes. Después de su migración estos se dispersaron por norte y sur del continente, así finalmente alcanzando una distribución global.

## MUSM 3580
El MUSM 3580 es un fósil de Peregocetus pacificus que actualmente se encuentra en el museo de historia natural; se considera como el fósil más completo de un protocétido hallado fuera de la zona Indo-Pakistán. Además este constituye uno de los más antiguos fósiles de un cetáceo cuadrúpedo hallado en el "Nuevo Mundo". Esta preserva aún sus mandíbulas, gran parte del esqueleto craneal, de cuatro extremidades con vértebras caudales, bifurcadas y transversalmente expandidas, la pelvis está firmemente unido al sacro, una fosa de inserción para el ligamento redondo en el fémur, y la retención de pequeños cascos con una punta antero-ventral plana en los dedos. 
Sin embargo, no se han llegado a encontrar todas las partes del individuo. A pesar de poseer las 12 vértebras próximas al caudal la 4.ª y 6.ª están faltantes. Por un lado se pudo observar la presencia de "pies" largos con dedos largos y una región dorso-plantar aplastada de los falanges, junto a los bordes laterales de los "pies", gracias a estos hallazgos los investigadores descubrieron que Peregocetus pacificus tuvieron "pies" palmeados (y por consiguiente también presentaban las mismas características en las "manos"); sugiriendo que usaron las extremidades activamente para nadar. Por otro lado, la morfología de los dedos de los pies indican que Peregocetus pacificus podía incluso movilizarse por tierra, demostrando así que fue de las primeras ballenas cuadrúpedas que cruzaron el Atlántico Sur con una combinación de movimientos acuáticos y terrestres. Asimismo, un rasgo que se destacará mucho es la evolución de su cola, elemento crucial para su desplazamiento por mares.